# Rafał Leszczyński (1650-1703)
Pour les articles homonymes, voir Rafał Leszczyński.
Rafał Leszczyński ou Raphaël Leszczynski (1650–1703) est un membre de la haute noblesse polonaise (un « magnat »), père du roi de Pologne Stanislas Leszczynski, élu en 1704.

## Biographie
Rafał est issu de la famille Leszczyński (clan Wieniawa), famille comtale du Saint-Empire Romain Germanique, dont l'important patrimoine se trouvait principalement en Grande-Pologne et comprenait, notamment, le comté de Leszno d'où provient leur nom.
En 1676, il épouse Anna Jablonowska (1660-1727), elle aussi membre d'une grande famille polonaise.
Il a occupé de nombreuses fonctions de l'État polonais :
- Podstoli (intendant) de la couronne en 1676
- Stolnik (panetier) de la couronne en 1677
- Krajczy (maître-d'hôtel) de la couronne en 1678
- Grand Chorąży (porte-étendard) de la couronne en 1683
- Voïvode (ou palatin) de la voïvodie de Kalisz à partir de 1685
- Voïvode de Poznań en 1687
- Voïvode de Łęczyca en 1692
- staroste général de Grande-Pologne en 1692
- Grand trésorier de la couronne (en) en 1702
- Staroste de Wschowa, Mościska, Odolanów, Dubno and Nowy Dwór